# Barbara Harris (biskup)
Barbara Harris (ur. 12 czerwca 1930 w Filadelfii, Pensylwania, Stany Zjednoczone, zm. 13 marca 2020 w Lincoln) – amerykańska biskup Kościoła Episkopalnego w Stanach Zjednoczonych.

## Życiorys
Została wyświęcona na diakona w 1979 roku i rok później w 1980 roku otrzymała święcenia kapłańskie. W dniu 11 lutego 1989 roku została wyświęcona na biskupa. Byłą pierwszą kobietą biskupem we wspólnocie anglikańskiej.